# Квантовий стрибок
Квантовий стрибок — перехід квантової системи (атома, молекули, атомного ядра, твердого тіла) з одного стану в інший, з одного рівня енергії на інший. Поняття було запроваджено Нільсом Бором. Квантовий стрибок — явище, що властиве саме квантовим системам і відрізняє їх від класичних систем, де будь-які переходи виконуються поступово. У квантовій механіці подібні стрибки пов'язані з неунітарною еволюцією квантовомеханічної системи в процесі вимірювання.

## Особливості
Під час переходу квантової системи зі збудженого стану в стан з меншою енергією, зазвичай, випромінюється фотон.